# Høylandet
Høylandet este o comună din provincia Nord-Trøndelag, Norvegia.